# Заборје
Заборје (слч. Záborie) насељено је мјесто са административним статусом сеоске општине (слч. obec) у округу Мартин, у Жилинском крају, Словачка Република.

## Становништво
| Година:    | 1994. | 2004.   | 2014.    | 2024.   |
| ---------- | ----- | ------- | -------- | ------- |
| Број људи: | 116   | 123     | 156      | 171     |
| Разлика:   |       | +6,03 % | +26,82 % | +9,61 % |

| Година:    | 2023. | 2024.   |
| ---------- | ----- | ------- |
| Број људи: | 169   | 171     |
| Разлика:   |       | +1,18 % |

Према подацима о броју становника из 2011. године насеље је имало 142 становника.